# Campoalbillo (Madrid)
Campoalbillo fue un municipio español de la provincia de Madrid.

## Toponimia
El lugar puede aparecer referido con las grafías «Campoalbillo» y «Campo Albillo».

## Historia
Hacia mediados del siglo XIX, el lugar, por entonces con ayuntamiento propio, tenía contabilizada una población de 130 habitantes. Aparece descrito en el quinto volumen del Diccionario geográfico-estadístico-histórico de España y sus posesiones de Ultramar de Pascual Madoz con las siguientes palabras:

CAMPO ALBILLO: l. con ayunt. de la prov., aud. terr. y c. g. de Madrid (7 leg.), part. jud. de Alcalá de Henares (4 1/2), dióc. de Toledo (19): sit. en una gran llanura, le combaten todos los vientos, y su clima es sano: tiene sobre 28 casas, inclusa la de ayunt., escuela de instruccion primaria comun á ambos sexos, á la que concurren de 10 á 12 alumnos, que se hallan bajo la direccion de un maestro dotado con 20 fan. de trigo, y una igl. parr. (Sta. Maria Magdalena) servida por un párroco, cuya plaza se provee en concurso general: el cementerio se halla en parage que no ofende la salud pública: confina el térm. N. Valdepiélagos; E. El Casar de Talamanca; S. Valdetorres, y O. Talamanca: se estiende 1/2 leg. por N., S. y O., y 3/4 por E. El terreno es de primera, segunda y tercera calidad. caminos: los que dirigen á los pueblos limitrofes: el correo se recibe de Torrelaguna los lunes. prod.: trigo, centeno, cebada, avena, garbanzos, algarrobas, titos y uvas: su mayor cosecha trigo; mantiene ganado vacuno y lanar. ind.: agricultura. pobl.: 30 vec., 130 alm. cap. prod.: 881,442 rs. imp.: 41,035. contr.: segun el cálculo general y oficial de la prov. 9'65 por 100. El presupuesto municipal asciende á 800 rs. y se cubre con los prod. de propios y arbitrios.
(Madoz, 1846, p. 369)

El municipio desapareció de cara al censo de 1857 y su término pasó a formar parte del de Talamanca.